# Bécasseau sanderling
Calidris alba
Pour les articles homonymes, voir Sanderling.
Espèce
Statut de conservation UICN

 LC  : Préoccupation mineure
Le bécasseau sanderling (Calidris alba) est une espèce d'oiseaux limicoles de la famille des Scolopacidae.

## Description

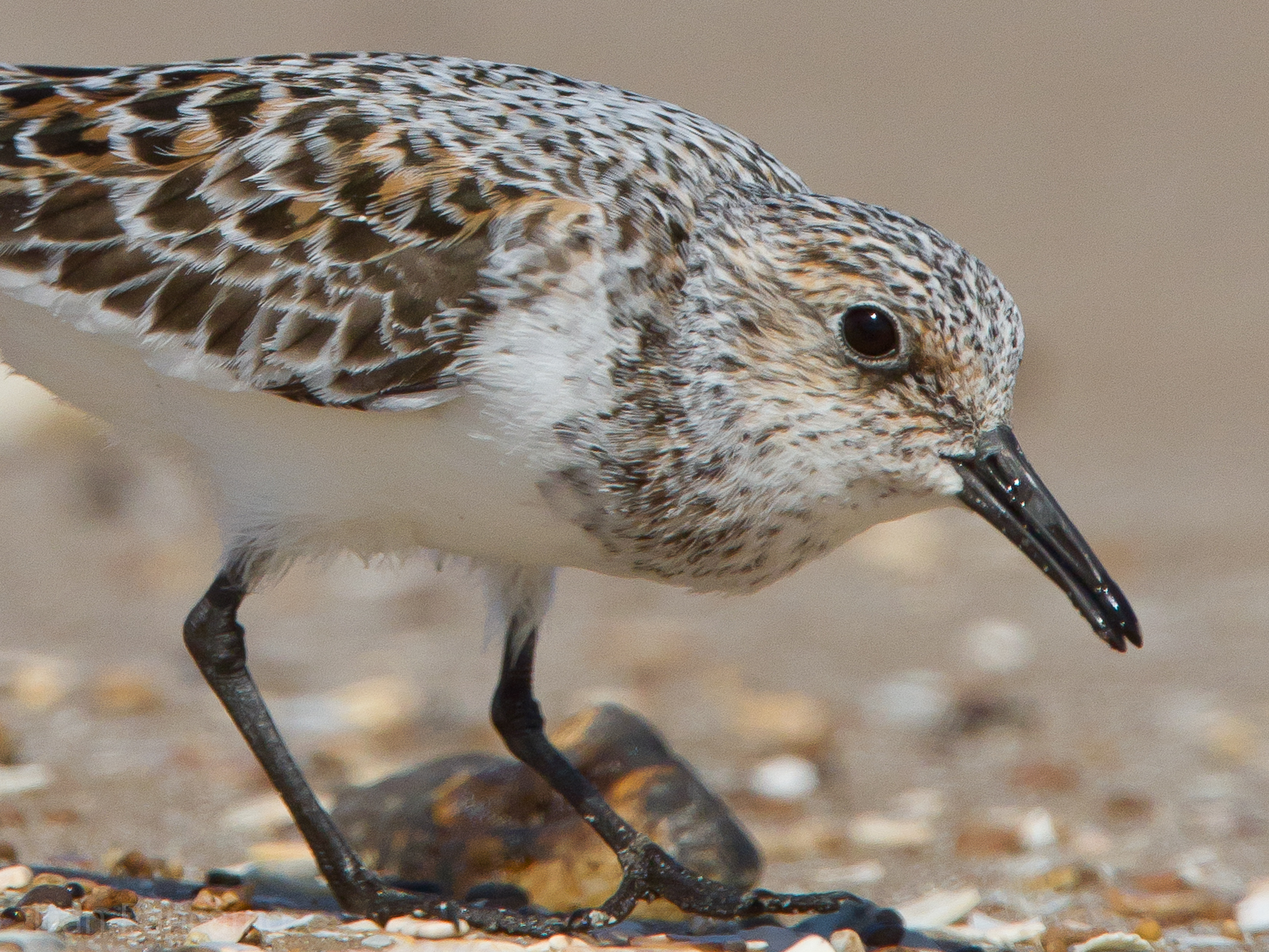
Bécasseau sanderling (plumage d'hiver)

Le bécasseau sanderling mesure 20 à 21 cm de longueur.
| taille standard, | taille standard, |
| ---------------- | ---------------- |
| longueur         | 180 - 220 mm     |
| poids            | 60 g             |
| envergure        | 430 mm           |
| aile             | 114,5 - 121,6 mm |
| queue            | 47,3 - 53 mm     |
| culmen           | 22,5 - 26,6 mm   |
| tarse            | 23,5 - 25,8 mm   |

Son plumage nuptial est plutôt roussâtre tandis qu'il passe au gris pâle en plumage internuptial. Son bec court, assez épais, est droit et noir. Ses pattes sont également courtes et noires.

## Comportement

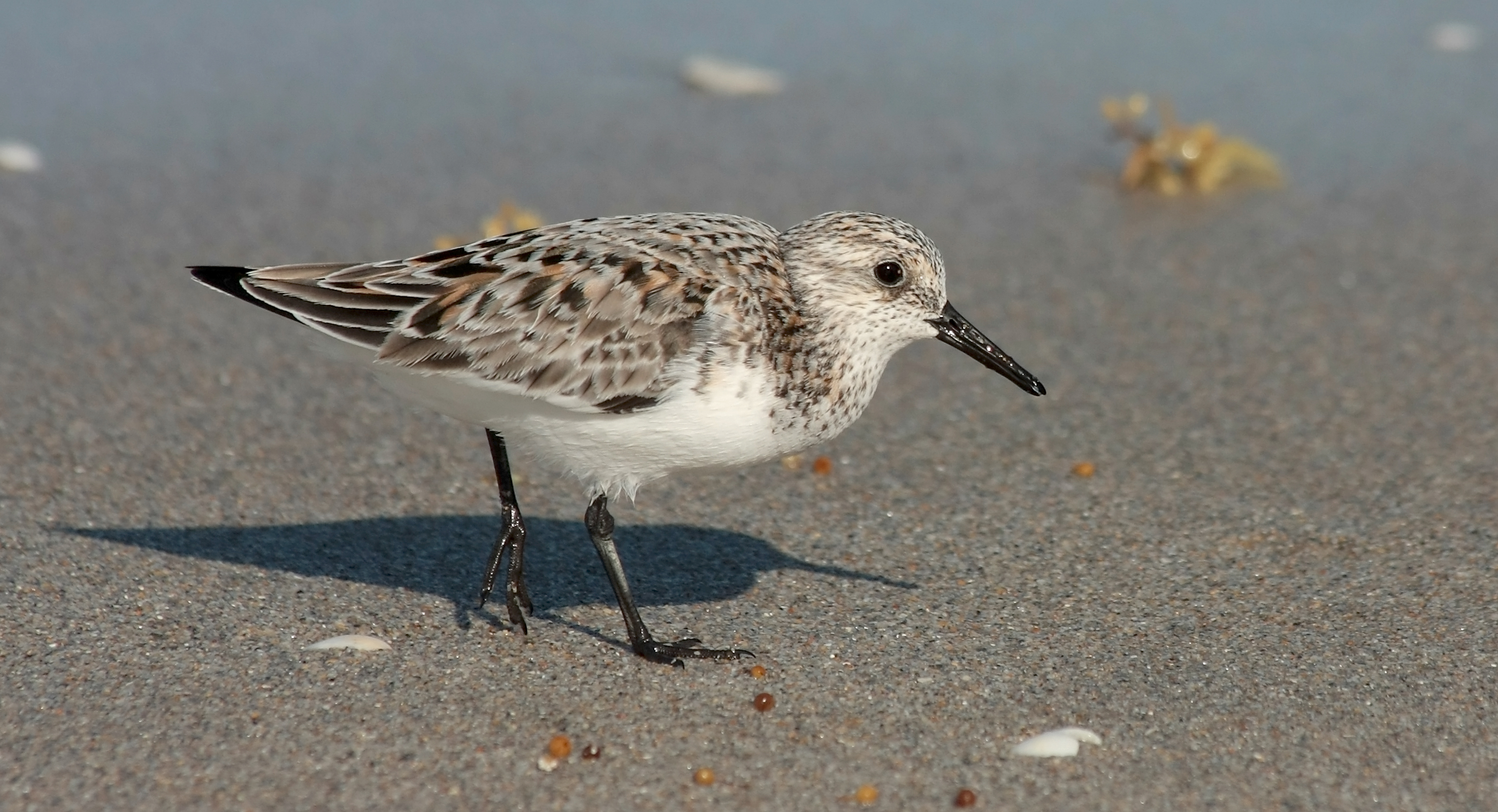
Ses pattes présentent tous les caractères d'un coureur rapide sur des sols fermes (tel que le sable dur humide) : elles possèdent trois doigts courts au lieu de quatre, entièrement libres sans aucune ébauche de palmure à leur base, et sont revêtus d'une peau résistante finement striée.

Il passe l'été et niche dans les régions autour du cercle arctique, migre sur de longues distances hivernant jusqu'en Amérique du Sud, Europe du Sud, en Afrique et en Australie.
Très grégaire en hiver, il forme parfois de grands groupes dans les vasières côtières ou sur les plages de sable fin.
Son régime alimentaire est constitué principalement de petits invertébrés benthiques : insectes (adultes et larves surtout de diptères), araignées, petits crustacés, quelques plantes (graines, jeunes pousses, mousses et algues) sur les aires de reproduction en été. Pendant les migrations et sur les zones d'hivernage, il se nourrit principalement de mollusques, crustacés (surtout des puces de mer sauteuses sur les plages sableuses et sur les côtes rocheuses), vers marins, insectes (adultes, larves et cocons). Outre ce comportement atypique de l'espèce, le bécasseau sanderling peut s'adapter à la disponibilité des proie et consommer occasionnellement des algues et des crevettes dans les laisses de mer, voire des poissons morts, des méduses échouées et des restes plus importants à l'état de charognes.
Une étude sur ses réponses écophysiologiques  à l'environnement d'hivernage faite sous quatre types de sites situés à des latitudes différentes (New Jersey et Texas aux États-Unis), Punta Chame (en) au Panama, et Puerto Viejo de Sarapiquí au Pérou) a montré que ses dépenses énergétiques quotidiennes (DEE pour « Daily energy expenditure ») sont fortement influencées par la température de l'eau et de l'air (« environnement thermique »), avec 4,2 fois le taux métabolique de base au New Jersey, 2,8 au Texas, 2,1 au Panama, et de 2,7 dans Pérou (soit respectivement 200, 135, 100, et 129 kJ/j pour un nombre d'individus étudiés qui était de  n = 10, 5, 10, et 16  respectivement.

Comme attendu, le budget-temps consacré au repos et à l'alimentation variait en conséquence, avec jusqu'à 90 % du temps passé à l'alimentation et au repos (l'alimentation occupait 55 % de son temps dans le New Jersey, 90 % au Texas, 40 % au Panama, et 45 % au Pérou, ce qui suggère que le sanderling trouve le plus difficilement sa nourriture au Texas par rapport aux 3 autres sites étudiés).
Sa masse corporelle totale et son taux de graisse corporelle augmentent linéairement alors que la température extérieure diminue, mais, en raison d'une augmentation synchrone de ses dépenses énergétiques, le temps de survie en cas de privation de nourriture n'augmente  que très légèrement. Les bécasseaux sanderling vivent dans des conditions individuellement différentes selon le gradient géographique où ils passent leur temps de non-reproduction avec une DEE et des réserves alimentaires principalement déterminées par la température de l'environnement, et des budgets-temps adaptés à leurs besoins.

## Répartition

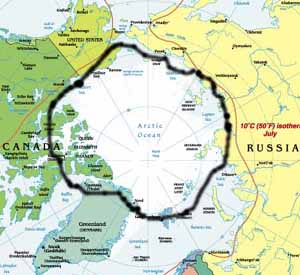
Aire de répartition de l'espèce en été

Ce bécasseau est un oiseau nicheur de la toundra arctique et des îles arctiques (par exemple au Spitzberg). L'espèce  hiverne non seulement dans les latitudes tempérées, mais migre également sur de longues distances (vers l'Afrique du Sud, l'Amérique du Sud ou l'Australie).
Les effectifs mondiaux, bien que difficile à cerner, sont estimés à 620000-700000 individus selon les chiffres de Wetlands International (2015). D'après les chiffres de Birdlife International (2015) la population européenne comprendrait entre 25100 et 50100 couples.
La population en France est estimée en 2007 à 22 500 individus.

## Protection
Le Bécasseau sanderling bénéficie d'une protection totale sur le territoire français depuis l'arrêté ministériel du 17 avril 1981 relatif aux oiseaux protégés sur l'ensemble du territoire. Il est donc interdit de le détruire, le mutiler, le capturer ou l'enlever, de le perturber intentionnellement ou de le naturaliser, ainsi que de détruire ou enlever les œufs et les nids, et de détruire, altérer ou dégrader son milieu. Qu'il soit vivant ou mort, il est aussi interdit de le transporter, colporter, de l'utiliser, de le détenir, de le vendre ou de l'acheter.

## Systématique

### Étymologie
Bécasseau est un dérivé de bécasse, avec le suffixe -eau formant un diminutif qui indique un oiseau de taille inférieure à la bécasse des bois).
L'étymologie de sanderling est d'origine anglaise mais demeure incertaine. Le mot vient peut-être de l'ancien anglais Sand-yrðling (laboureur des sables) ou de sand (« sable ») et d'un diminutif -ling pour indiquer sa petite taille.

### Sous-espèces
D'après la classification de référence (version 14.1, 2024) de l'Union internationale des ornithologues, le Bécasseau sanderling possède 2 sous-espèces (ordre philogénique) :
- Calidris alba alba  (Pallas, 1764) ;
- Calidris alba rubida  (Gmelin, JF, 1789).

## Galerie

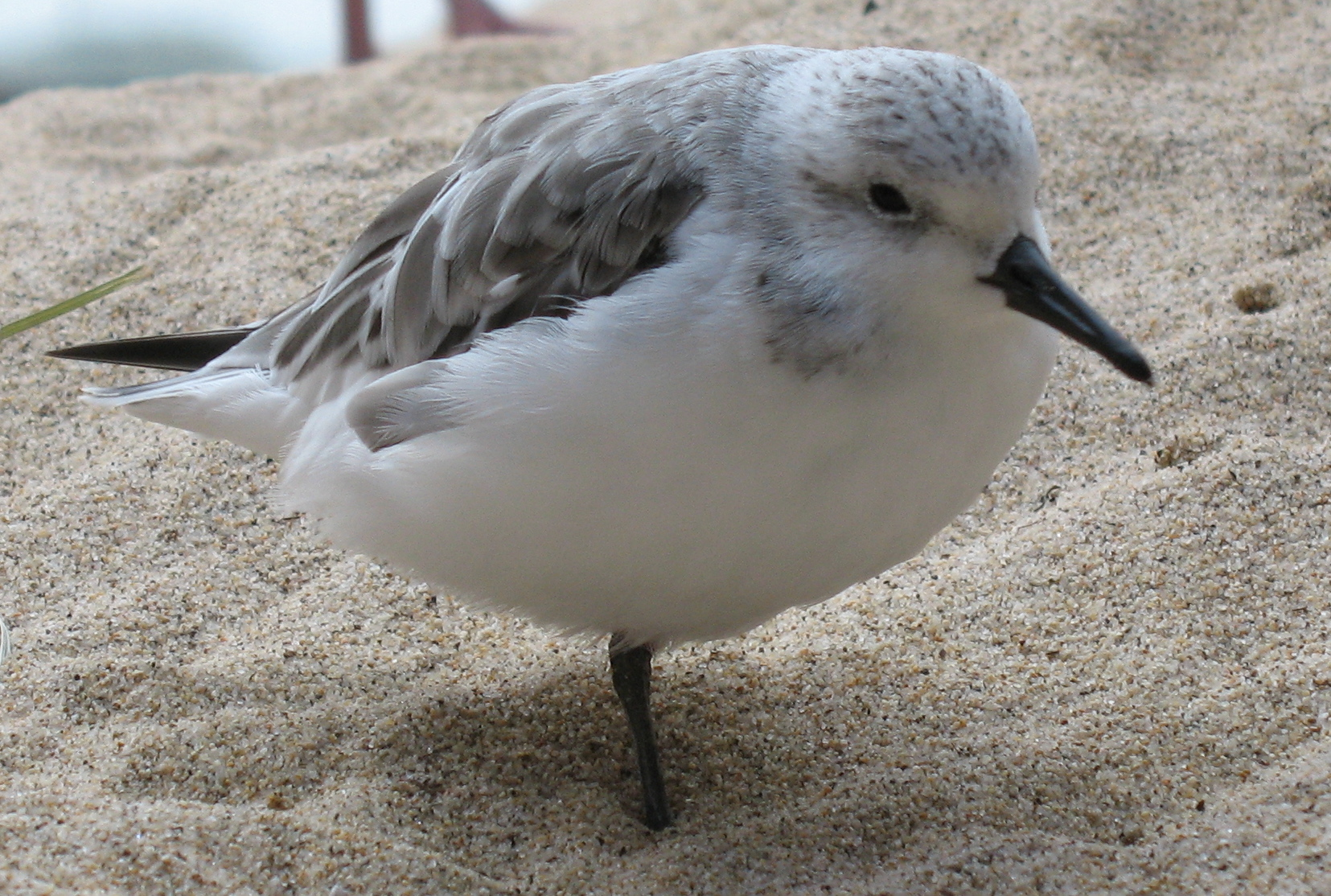
Bécasseau sanderling sur une patte
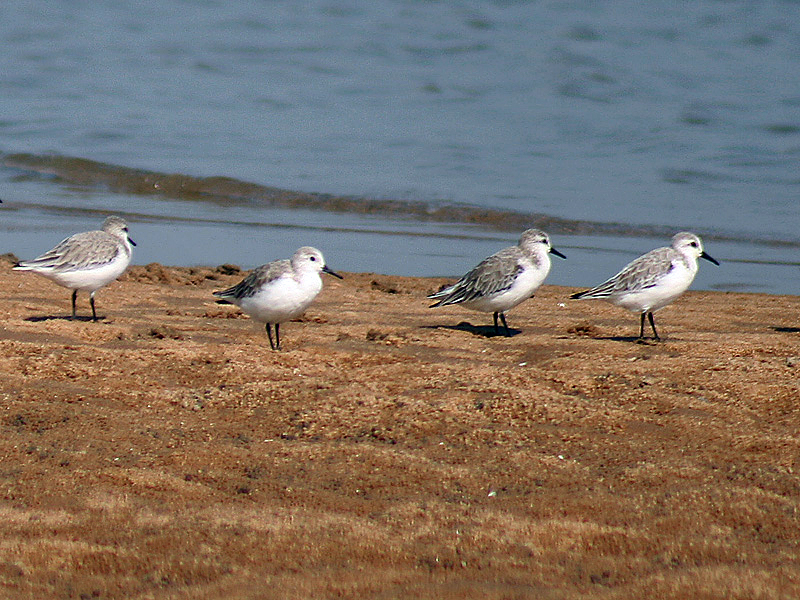
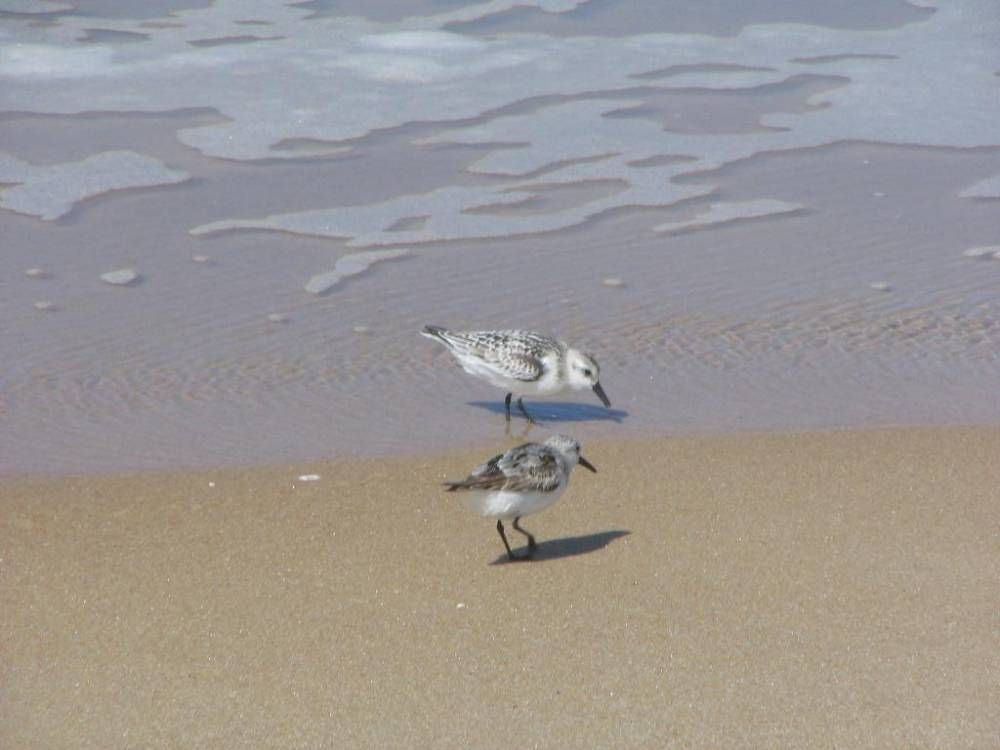
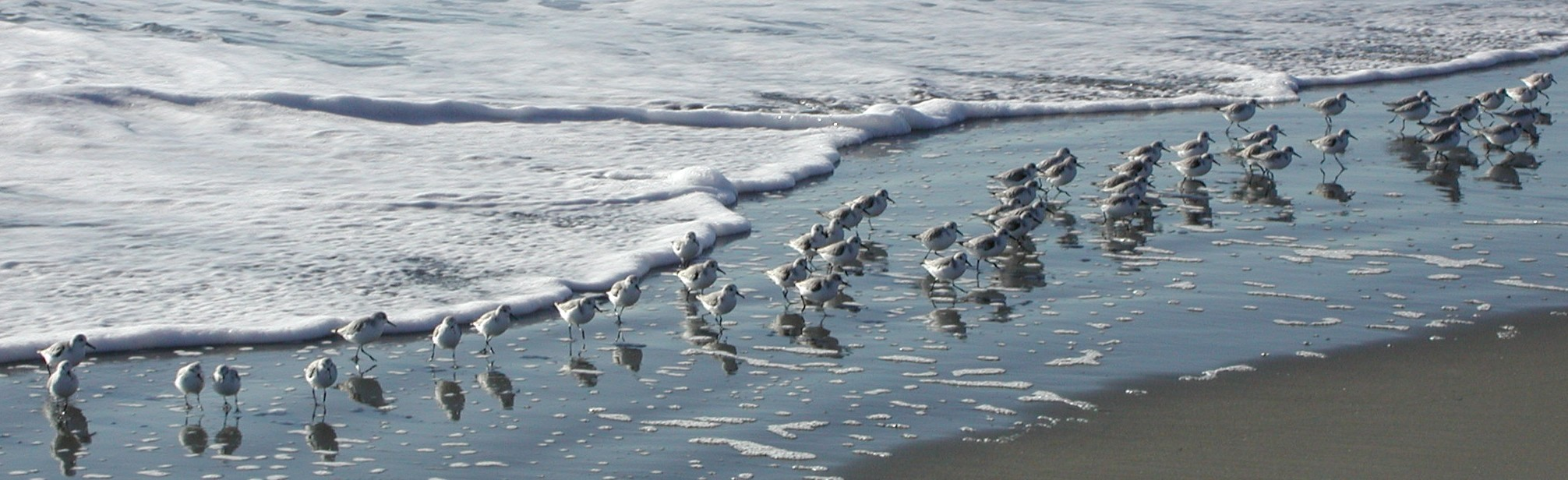
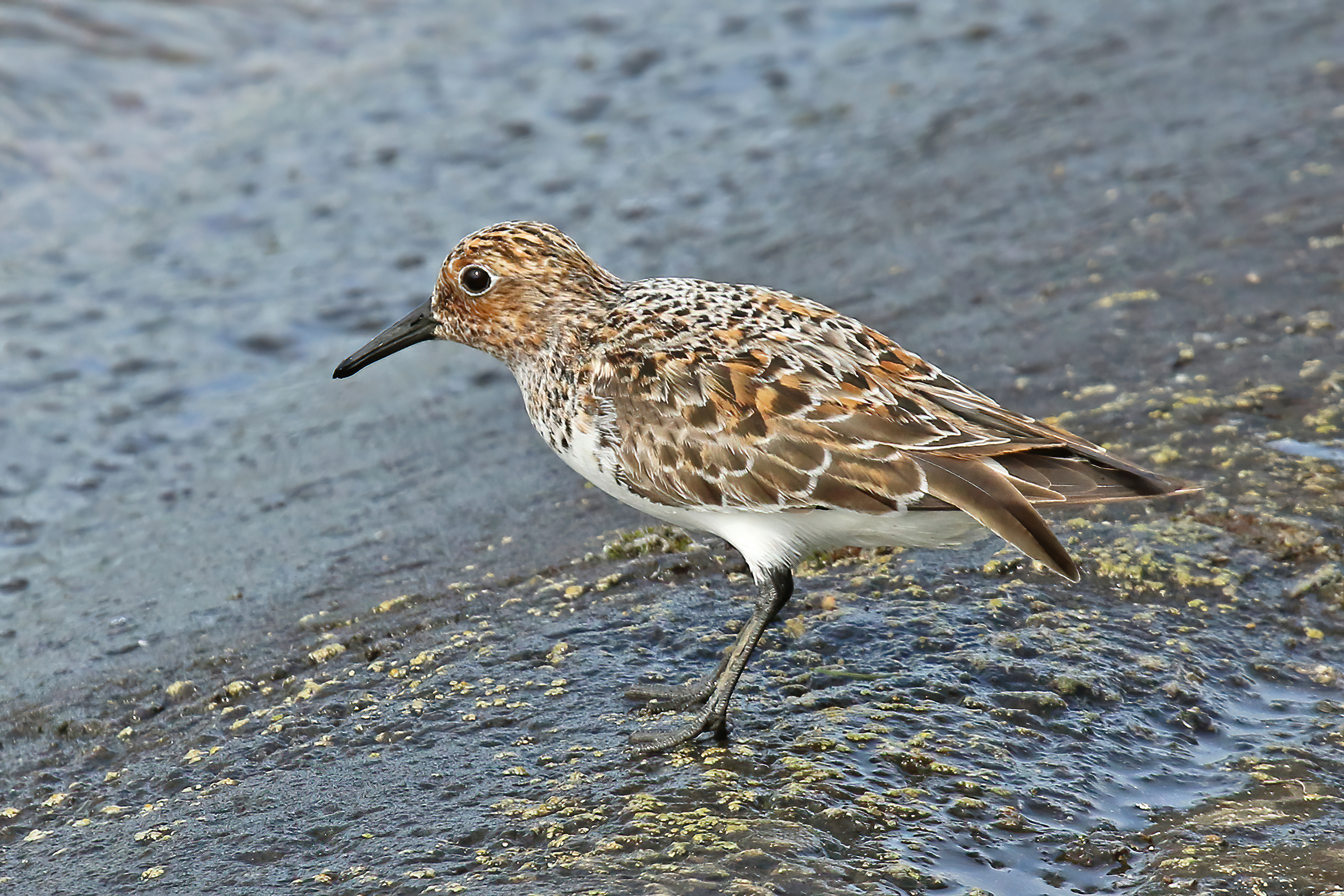
plumage d'été
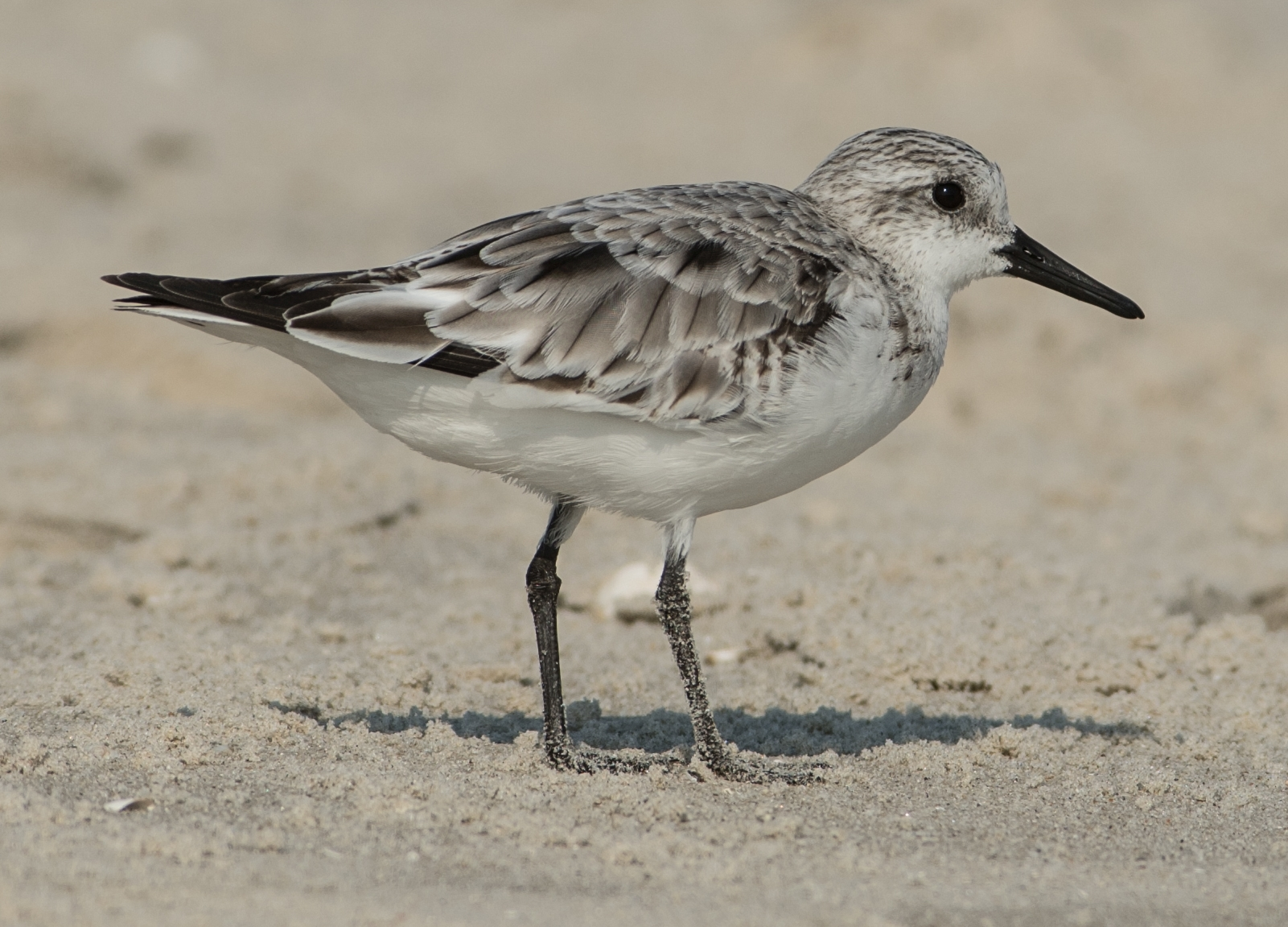
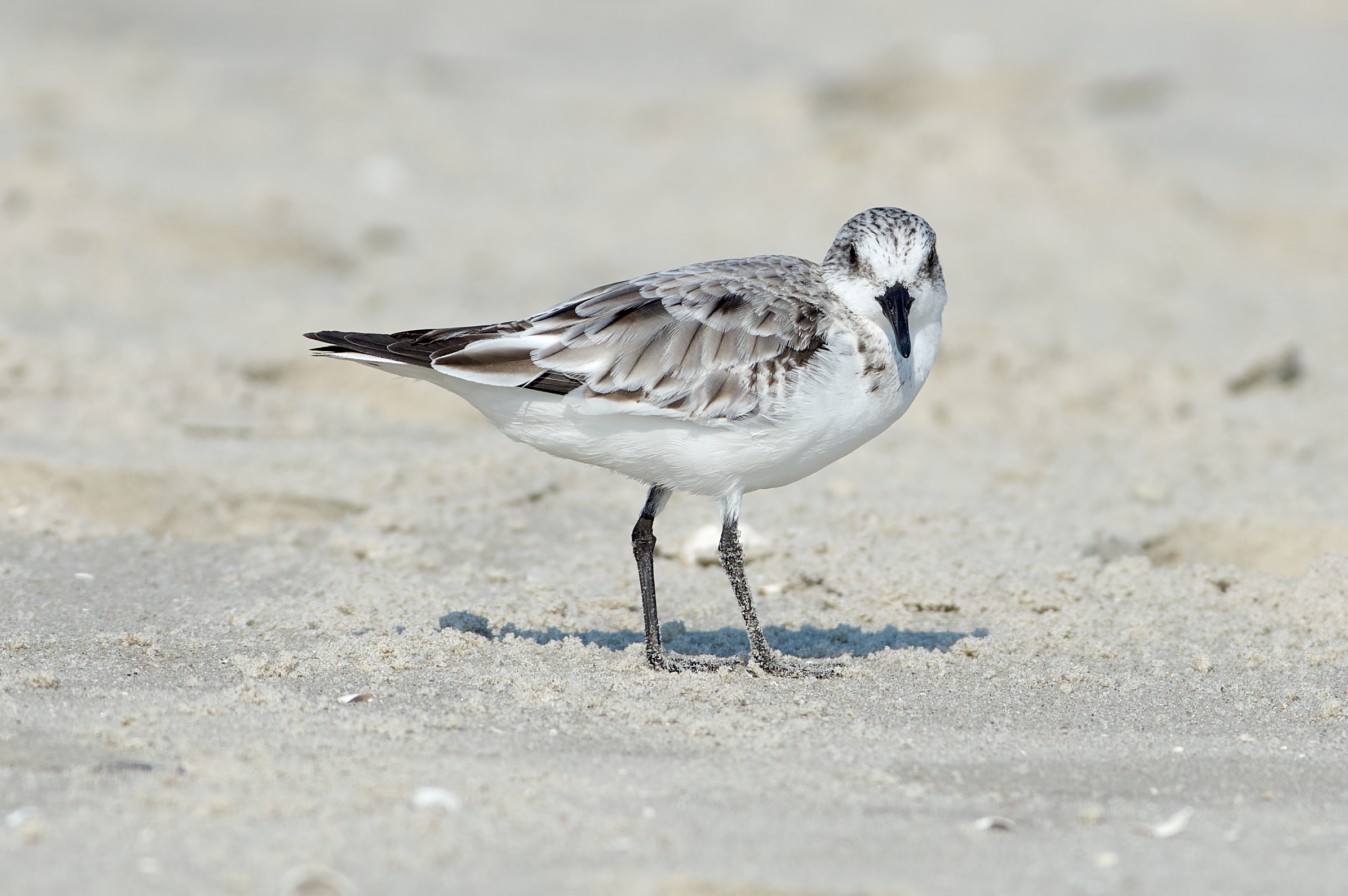
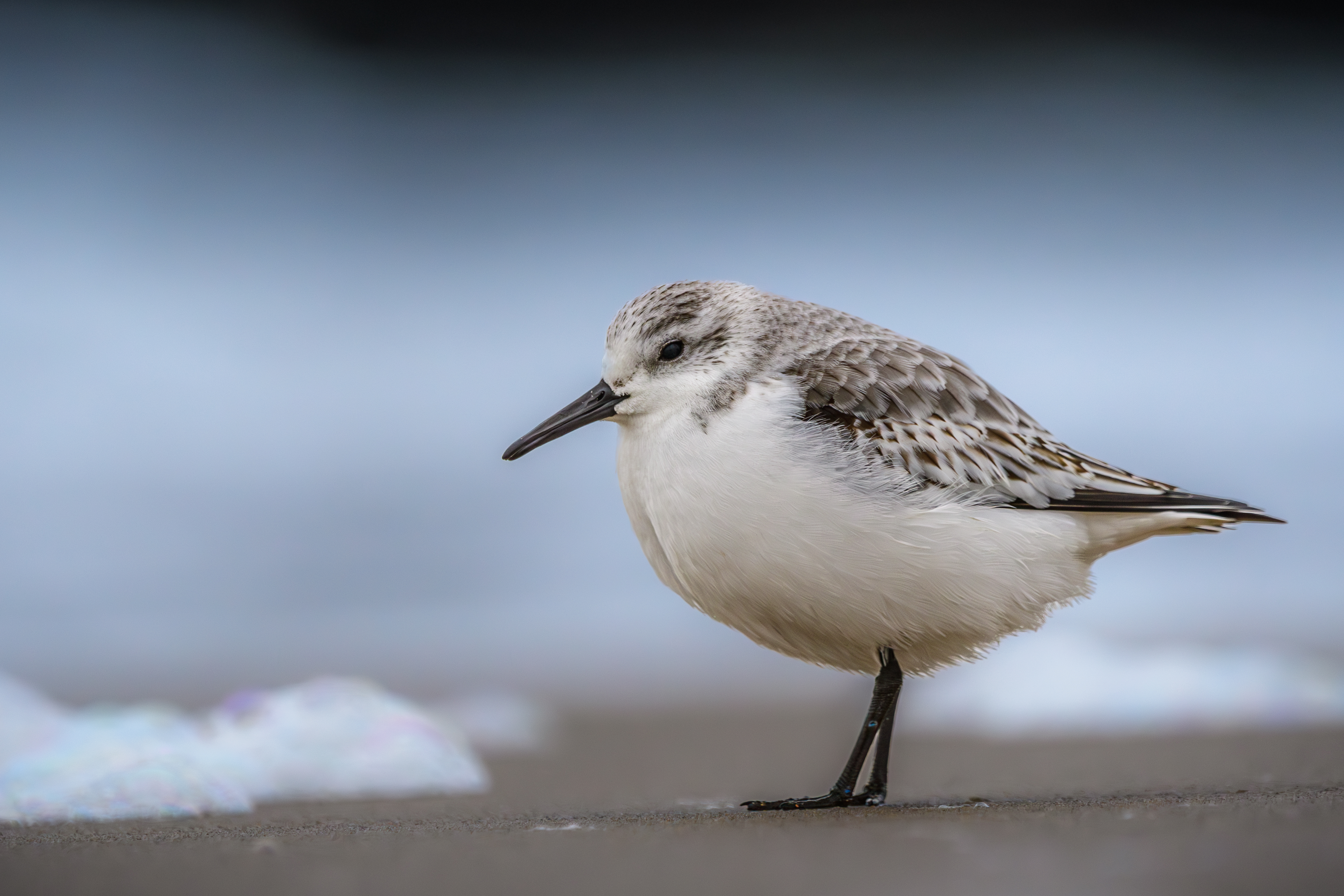
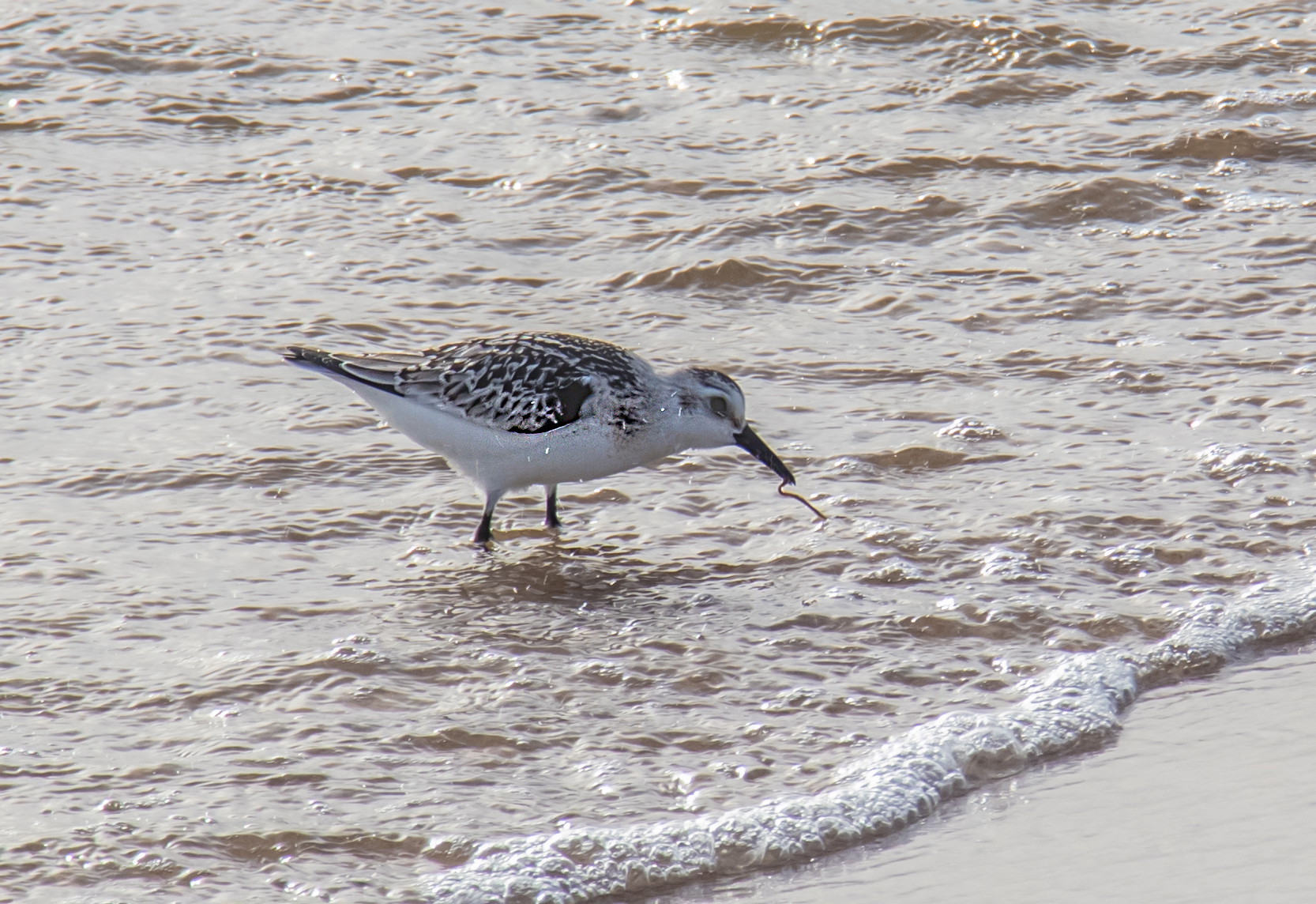
Bécasseau Sanderling plage de Radès
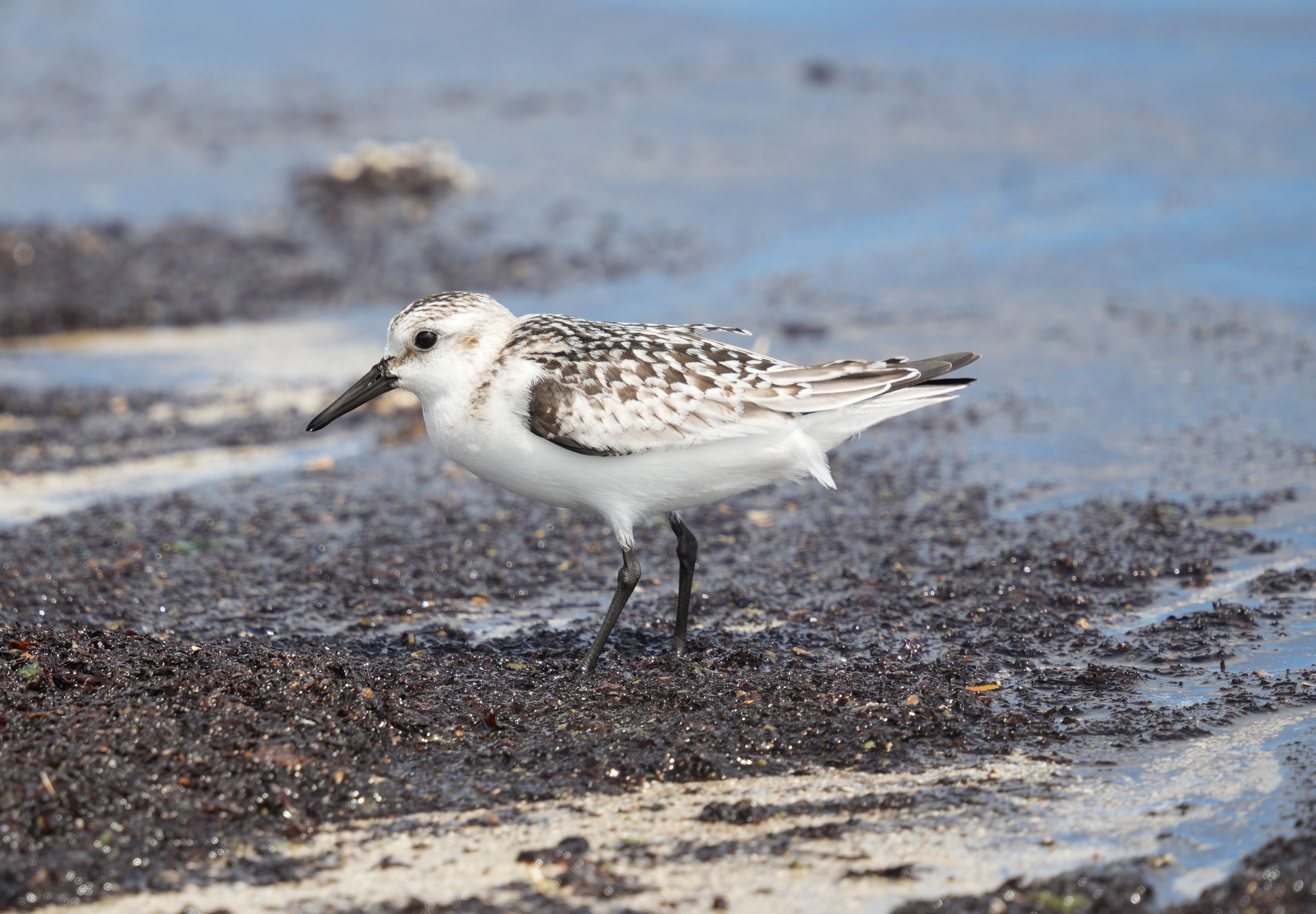
Bécasseau sanderling juvénile à Baie Olive, Guadeloupe